# Gouaneyre (Douze)
Pour les articles homonymes, voir Gouaneyre.
La Gouaneyre est un ruisseau qui traverse le département des Landes, dans la région Nouvelle-Aquitaine et un affluent droit de la Douze dans le bassin versant de l'Adour.

## Hydronymie
Gouaneyre est attestée sous la forme Aqua nigra au XIIIe siècle. (Cf. parrochiæ Aquælatæ vulgo de Goelade en 1111).
Gouaneyre est un type hydronymique occitan, composé de deux éléments : d'après la latinisation du XIIIe siècle, le premier élément Goua- semble représenter l'occitan gascon agua (différent de l'occitan commun aiga), quant au second, -neyre, il s'agit de l'adjectif qualificatif féminin nèyre, du gascon nèira « noire » (différent de l'occitan commun negra, issu du latin nigra « noire »). *Agua nèira signifie donc « eau noire ». L'Aguanèira est devenu La Gouaneyre par mécoupure de l'article féminin, phénomène courant concernant les hydronymes commençant par a.

## Géographie
D'une longueur de 29,9 kilomètres, elle prend sa source sur la commune de Lencouacq (Landes), à 120 mètres d'altitude.
Elle coule du nord vers le sud et se jette dans la Douze à Pouydesseaux (Landes), à 50 mètres d'altitude.

### Communes et cantons traversés

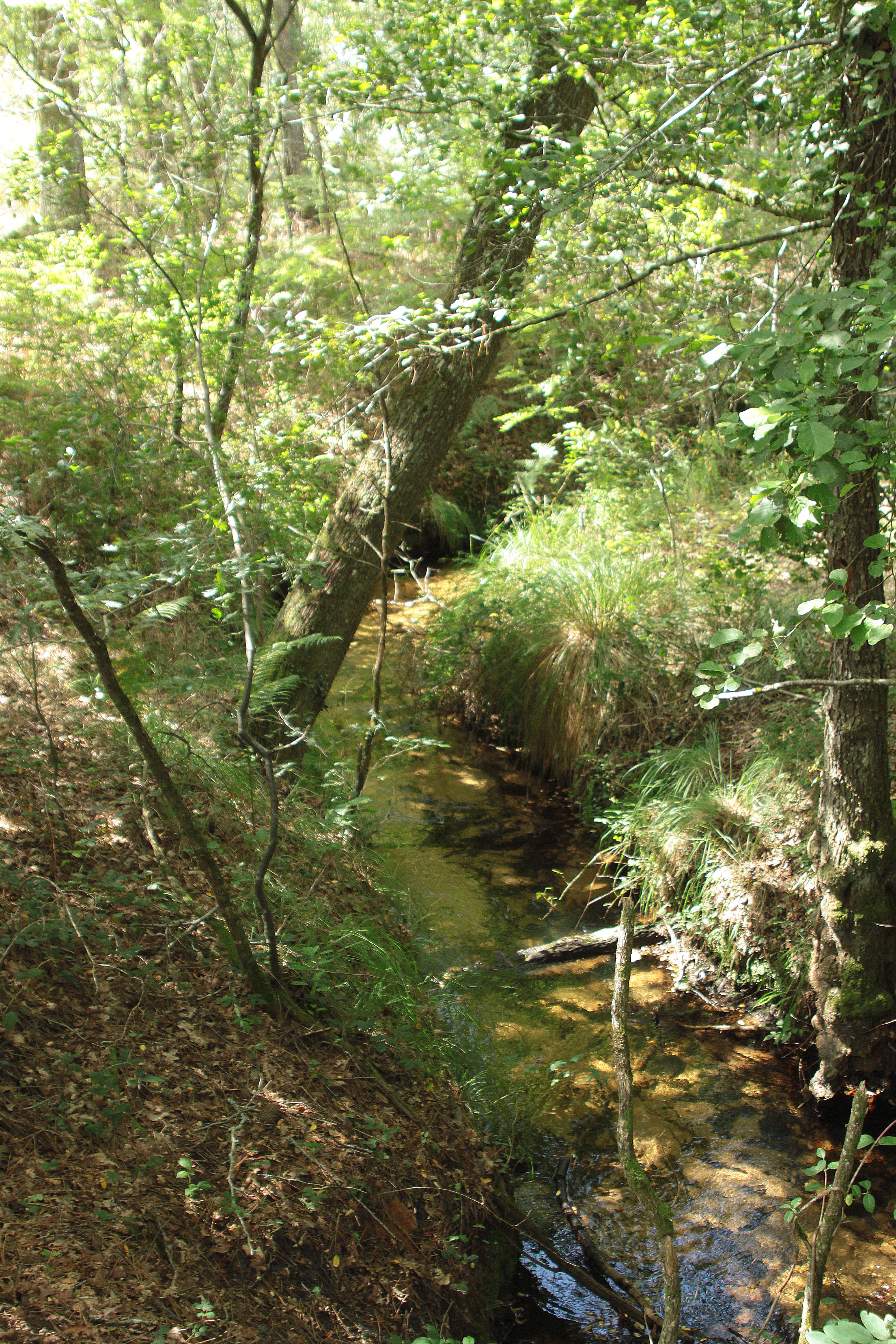
La Gouaneyre au Moulin de Lestrat

Dans le seul département des Landes, la Gouaneyre traverse les six communes suivantes, dans deux cantons, dans le sens amont vers aval, de Lencouacq (source), Cachen, Bélis, Arue, Maillères et Pouydesseaux (confluence).
Soit en termes de cantons, la Gouaneyre prend source dans l'ancien canton de Roquefort, aujourd'hui le canton de Haute Lande Armagnac et conflue dans l'ancien canton de Labrit, aujourd'hui le canton_de_Mont-de-Marsan-1, le tout dans l'arrondissement de Mont-de-Marsan.

## Affluents
La Gouaneyre a treize tronçons affluents référencés dont :
- le ruisseau de Lucpaoumé (rg), 4,2 km sur Lencouacq et Retjons ;
- le ruisseau de Lajus (rd), 5,2 km sur Cachen et Lencouacq avec trois affluent :
  -  ? 2,1 km sur Cachen et Lencouacq
  -  ? 2,2 km sur Cachen
  -  ? 1,4 km sur Cachen

Son rang de Strahler est donc de trois.